# Date Masamune
En aquest nom japonès, el cognom és Date.
Date Masamune (伊達 政宗) (Yonezawa, Província de Dewa, Japó, 5 de setembre de 1567 - Yonezawa, Província de Dewa, Japó, 27 de juny de 1636) va ser un samurai i primer dàimio del Han de Sendai. Membre del clan Date, era el fill de Date Terumune.
Date Masamune va nàixer al Castell de Yonezawa, llavors dins de la província de Dewa i actualment a la Prefectura de Yamagata. Quan era un nen va perdre un ull, per culpa d'un atac de verola, va ser ell mateix qui se'l va arrencar. Donat això la seva mare el va desheretar del llinatge del clan Date a favor del seu germà petit; tot i que el mateix Masamune el van assassinar posteriorment. Així, quan tenia 18 anys, va assumir el lideratge com a dàimio; va ser considerat un excepcional espadatxí i un home de tàctica. Va ser conegut com a Dokuganryū (独眼竜, Drac d'un ull). Va ser el fundador de Sendai que es va convertir en una ciutat pròspera sota el seu mandat.
Quan el Shogun va decidir construir un galió al Japó per tal de portar Sebastián Vizcaíno de retorn a Nova Espanya, juntament amb una missió japonesa, Date Masamune va ser l'encarregat del projecte i va cridar un dels seus servidors, Hasekura Tsunenaga, per liderar la missió. El galió, anomenat Date Maru pels japonesos i després San Juan Bautista pels espanyols, es va construir en 45 dies, comptant amb la participació d'experts tècnics de Bakufu, 800 constructors navals, 700 ferrers i 3.000 fusters.